# Lucio Cornelio Balbo el Mayor

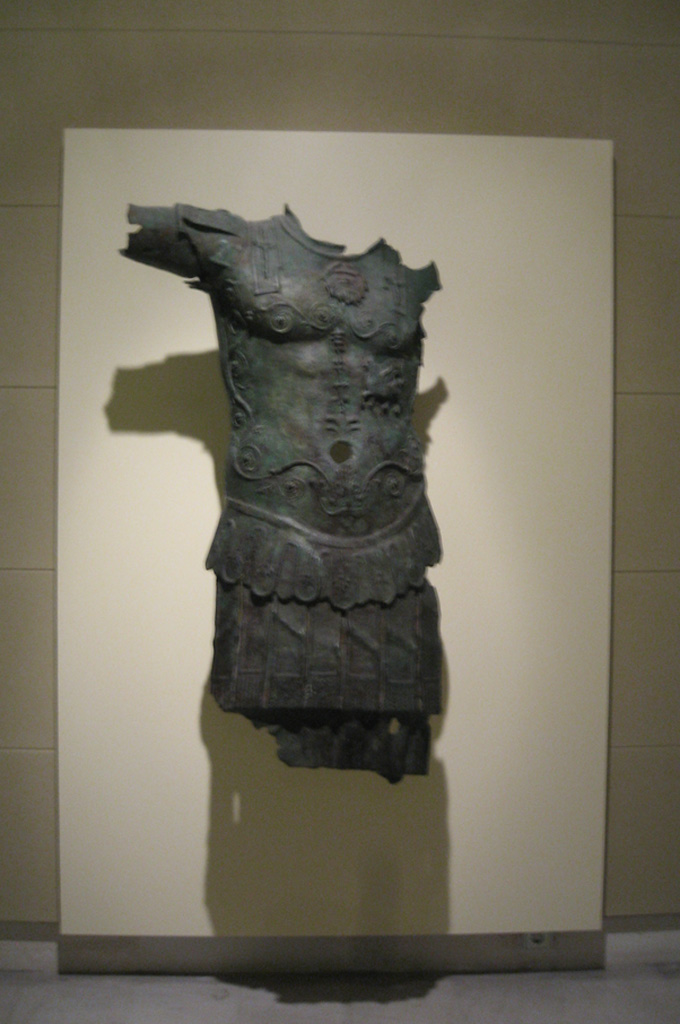
Estatua de bronce de un emperador thoracato (con coraza) proveniente del entorno del Islote de Sancti Petri, en la provincia de Cádiz.

Lucio Cornelio Balbo, llamado Balbo el Mayor, (en latín: Lucius Cornelius Balbus Maior; n. Gades, hoy Cádiz, 97 a. C. o 100 a. C.) fue un político y gobernante hispano que ocupó los más altos puestos en la República romana, siendo el primer no nacido en Italia en conseguir el honor de cónsul en el año 40 a. C. Pertenecía a una poderosa familia de origen púnico enriquecida por el comercio.

## Origen de la familia
Desde que los romanos en sus guerras contra los cartagineses conquistaron la antigua Tartessos, entre los años 211 a. C., que entran en Cástulo, y 207 a. C. que toman Gades, los indígenas de la península pasaron de la dominación cartaginesa a la romana hasta que, en el año 197 a. C., se produjo un levantamiento que duraría hasta que el general Catón, con nuevas legiones, acabó con la resistencia en 194 a. C. Desde la pretura de Tiberio Graco en 179 a. C. ya no se conocen más problemas romanos en la Turdetania.
Convertida en la provincia de Hispania Ulterior, y luego durante el gobierno de Augusto en la Bética, destacará pronto dentro del mundo romano por sus aportaciones materiales y humanas al Imperio. En este ambiente se establecieron desde Gades importantes redes comerciales con el Mediterráneo, controladas algunas por familias de origen fenicio, como el clan Balbo.
La familia Balbo parecía tener una especial vinculación con el templo de Hércules-Melkart, hecho que hace suponer su origen fenicio o cartaginés, ratificable con las consonantes B-l de su apellido y de Baal. Balbo es también un cognomen preexistente romano traducible como "tartamudo" o persona con problemas de verbalización, el cual podría haber sido adoptado por esta familia por su similitud con el verdadero nombre fenicio; Balbo es también es aparentemente el nombre de una montaña cercana a Cartago. Sin embargo, no se ha podido probar la conexión fenicio-latina en esta cuestión lingüística, y es posible que el origen del apellido se deba verdaderamente a un defecto en el habla o a un acento marcado en el primer ascendiente.

## La guerra sertoriana
Durante la guerra sertoriana (80-71 a. C.), Gades, y con ella Balbo, se puso del lado de la legalidad vigente de Metelo frente a la oposición demócrata de Sertorio. Durante la guerra tuvo oportunidad de recorrer Lusitania y establecer importantes relaciones personales y mercantiles, además de estar presente en las batallas de Turia y Sucro. 
Cuando Pompeyo se hace cargo del ejército republicano en el año 76 a. C., Balbo se une a él y, poco después, obtiene la ciudadanía romana extensible a toda su familia gracias a la Lex Gellia Cornelia, (72 a. C.) realizada por los cónsules de ese año; Gneo Cornelio Léntulo y Lucio Gelio Publícola. Tal concesión fue impugnada y luego defendida victoriosamente por el abogado e insigne retórico Cicerón. Balbo toma los gentilicios romanos de Cornelio y Lucio, en honor de los cónsules que habían ratificado su ciudadanía, aunque algunos autores suponen que su nombre deriva de L. Cornelio, cónsul en 199 a. C., que fue huésped de los habitantes de Gades.
Al final de la guerra contra Sertorio, en 72 a. C., Balbo se trasladó a Roma, donde fue admitido en la tribu Clustumina. Debido a que había traído una riqueza considerable de Gades, y apoyado por Pompeyo, pronto fue una persona de gran influencia e importancia. Pompeyo le mostró un gran favoritismo, ofendiendo a no pocos nobles romanos, que estaban indignados de que un hombre de Gades alcanzara tal preferencia. Recibió regalos de Pompeyo como la concesión de tierras para propósitos recreacionales.
Posteriormente Balbo fue admitido en el Orden Ecuestre, donde se reunían los miembros más poderosos del segundo Estado, ya muy cerca en condiciones materiales y políticas del patriciado. Pertenecer a la clase alta de la sociedad romana, en la que se encontraban patricios, caballeros y aún plebeyos enriquecidos, resultaba fundamental para administrar las minas que eran, desde hacía tiempo, elementos fundamentales en el patrimonio de la familia.
Pero Balbo era demasiado prudente para limitarse a un solo patrón, por lo que buscó la amistad de Julio César, y parece que aprovechó para este fin la ausencia de Pompeyo en Asia, en prosecución de la guerra contra Mitrídates.

## Encuentro con Julio César
Balbo coincidió con Cayo Julio César, nombrado cuestor de la Bética, en el año 69 a. C. Este encuentro resultaría crucial para su futuro, ya que se convierte en consejero y amigo del futuro dictador. Es de la mano de Balbo que César va al templo gaditano de Hércules-Melkart a rezar ante la divinidad fenicia y, según Suetonio, «al contemplar una estatua de Alejandro Magno se echó a llorar, como avergonzado de su inactividad pues no había hecho todavía nada digno de memoria en una edad en la que ya Alejandro había conquistado el orbe de la tierra». La escena fue recreada al óleo por el decimonónico pintor vejeriego José Morillo.
La amistad se vio confirmada con la vuelta de César a la Bética, ahora como propretor de la Hispania Ulterior, en el año 61 a. C., proporcionando Gades un gran apoyo a la flota romana en la campaña de Lusitania, donde Balbo ya era oficial de la plana mayor de César; en el cargo de praefectus fabrum. En esa campaña es posiblemente cuando Balbo reafirmó una vieja relación, que iba a ser duradera, con la futura colonia luego llamada Cáceres. No solo la colonia sino sus alrededores como, por ejemplo, Aliseda, donde había minas que pudieron ser propiedad de Balbo.
En 60 a. C., Balbo ya aparece en Roma como hombre de confianza de Julio César, y contribuyendo al acuerdo que facilitó el triunvirato entre César, Pompeyo y Craso. En esta época conoce a Cicerón, y al historiador Teófanes de Mitilene protegido de Pompeyo, lo protege y apoya. En 59 a. C. marcha junto a César a su campaña de las Galias, en su cargo de praefectus fabrum, siendo su enlace con Roma adonde viajaba continuamente para mantener informado a César de los acontecimientos políticos en la capital. Estos años de trabajo duro, de financiar con su fortuna las campañas romanas y de creación de un auténtico servicio secreto al servicio de Julio César, le proporcionan un papel fundamental en la política romana del momento, siendo el artífice del pacto entre Pompeyo, Craso y César en el año 56 a. C. (Convenio de Lucca). Sin embargo, tanto poder le acarreó problemas con los enemigos de César, que le acusaron de usurpar la ciudadanía romana y en 55 a. C. le sometieron a un proceso en el que Cicerón se encargó de la defensa, y con su famoso discurso Pro Balbo consiguió su absolución.

## Influencia y legado
Balbo fue elegido patrono de Gades y en Roma heredó por testamento el patrimonio de Teófanes de Mitilene, debido a su gran prestigio. Siendo el encargado de la propiedad privada de César, administró el botín obtenido en Helvecia y Galia. 
Durante la guerra civil del 49 a. C. permaneció en Roma y mantuvo la neutralidad, y aunque tuvo contactos con el cónsul Cornelio Léntulo que era partidario de Pompeyo, en realidad benefició más la causa de César. Conociendo el lado débil de Cicerón, primero le solicitó actuar de mediador entre César y Pompeyo, y después lo presionó para regresar a Roma, lo que hubiera sido equivalente a una declaración a favor de César. Cicerón, después de muchas vacilaciones, finalmente dejó Italia, pero regresó después de la batalla de Farsalia (48 a. C.), retomando su correspondencia con Balbo, y le pidió que utilizara sus buenos oficios para obtener el perdón de César.
Derrotados los pompeyanos en Munda (45 a. C.), César, por mediación de Balbo otorgó la ciudadanía romana a todos los gaditanos. En ese momento aparece en la historia su sobrino Balbo el Menor, también llamado Lucio Cornelio, que se distinguirá en el ejército romano.
De vuelta a Roma y tras el asesinato de César en marzo de 44 a. C., Balbo quedó en una posición crítica. Se ausentó de Roma por unos meses y fue uno de los primeros en reunirse con Octaviano en Neápolis. También se reunió con Cicerón, que sospechaba erróneamente que Balbo era favorable a Marco Antonio.
En esto, sin embargo, Cicerón se había equivocado; Balbo, cuya buena fortuna fue siempre la de ser partidario de la parte vencedora, acompañó a Octaviano a Roma, y posteriormente él lo recompensó con los más altos cargos del estado. No se sabe en qué año fue pretor; después fue propretor. Cuando Octaviano y Marco Antonio llegaron a un acuerdo en el año 40 a. C., Balbo fue honrado con el consulado, siendo el primer no itálico en conseguirlo. Poco después se retiró de la política activa para seguir apoyando a su sobrino, sin que se conozca la fecha de su muerte. En su testamento dejó a cada ciudadano romano veinte denarios por cabeza, lo que parece demostrar que no tenía hijos.
Balbo fue el autor de un diario titulado Ephemeris, el cual no se ha conservado, y que contenía los acontecimientos más notables de su vida y de la vida de César.